# Кобзар Степан Прокопович
Степан Прокопович Кобзар (нар. 1919, село Топільне, тепер Рожищенського району Волинської області — ?) — український радянський діяч, новатор сільськогосподарського виробництва, голова колгоспу «Ленінська перемога» Ківерцівського району Волинської області. Депутат Верховної Ради УРСР 5-го скликань.

## Біографія
Народився в селянській родині.
З 1941 року — в Червоної армії, учасник німецько-радянської війни. Служив старшиною — експедитором та начальником польової поштової станції 96-ї танкової бригади.
Член ВКП(б) з 1943 року.
З 1950-х років — голова колгоспу «Перемога» («Ленінська перемога») села Жидичин Ківерцівського району Волинської області.

## Нагороди
- орден Леніна (26.02.1958)
- орден Вітчизняної війни ІІ ст. (6.04.1985)
- ордени
- медаль «За бойові заслуги» (7.12.1944)
- медалі